# Halmstadtravet
Halmstadtravet är en travbana belägen i östra Halmstad i Hallands län. 

## Historia
De första tävlingarna på banan gick 1969. Då fanns det bara ett tiotal tränare på banan med några stall och ett par gästboxar. Starterna skedde med voltstarter och startbil förekom bara på de större tävlingarna sommartid. 
För publiken finns det en inbyggd läktare, med restaurang och ett förnyat TV-system för visning av loppen och till travsändningar.
Halmstadtravet har ungefär 40 travdagar om året. 
Ett 20-tal professionella travtränare har Halmstadtravet som hemmabana (2019). De mest framgångsrika är Peter Untersteiner, Johan Untersteiner, Petri Puro, Wilhelm Paal och Jerry Riordan. Även Laura Myllymaa var hemmahörande vid banan från 2018 till hennes död 2020.

## Större lopp
Banans största lopp är Sprintermästaren som körs i juli månad. Loppet är öppet för fyraåriga varmblodiga travhästar, som kvalificerat sig till final via försöksheat samma dag. Det är en av norra Europas största travtävlingar. Första Sprintermästaren gick 1971.
På Halmstadtravet körs också Stosprintern, vilket är stonas motsvarighet till Sprintermästaren.